# (20128) 1996 AK
(20128) 1996 AK est un astéroïde de la ceinture principale de 7,842 km de diamètre découvert en 1996.

## Description
(20128) 1996 AK a été découvert le 7 janvier 1996 à l'Air Force Maui Optical and Supercomputing (AMOS), un observatoire astronomique rattaché au Air Force Research Laboratory (AFRL) situé sur l'île de Maui, à Hawaï (États-Unis), par l'Air Force Maui Optical and Supercomputing observatory.

### Caractéristiques orbitales
L'orbite de cet astéroïde est caractérisée par un demi-grand axe de 3,3 UA, un périhélie de 2,55 UA, une excentricité de 0,16 et une inclinaison de 14,48° par rapport à l'écliptique. Du fait de ces caractéristiques, à savoir un demi-grand axe compris entre 2 et 3,2 UA et un périhélie supérieur à 1,666 UA, il est classé, selon la JPL Small-Body Database, comme objet de la ceinture principale.

### Caractéristiques physiques
(20128) 1996 AK a une magnitude absolue (H) de 13,4 et un albédo estimé à 0,137, ce qui permet de calculer un diamètre de 7,842 km.Ces résultats ont été obtenus grâce aux observations du Wide-Field Infrared Survey Explorer (WISE), un télescope spatial américain mis en orbite en 2009 et observant l'ensemble du ciel dans l'infrarouge, et publiés en 2015 dans un article présentant les résultats concernant 7 956 astéroïdes.